# 阿蘭赫 (阿蘭赫區)
阿蘭赫（西班牙語：Alanje），是巴拿馬的城鎮，位於該國西部，由奇里基省的阿蘭赫區負責管轄，面積21.4平方公里，海拔高度21米，2010年人口2,406，人口密度每平方公里112.4人。